# Sethlaus Patera
La Sethlaus Patera è una struttura geologica della superficie di Io.